# Silická Jablonica
Silická Jablonica és un poble i municipi d'Eslovàquia. Es troba a la regió de Košice, a l'est del país.

## Història
La primera referència escrita de la vila data del 1386.

## Demografia
| Godina             | 1994 | 2004    | 2014    | 2024    |
| ------------------ | ---- | ------- | ------- | ------- |
| Nombre de persones | 281  | 231     | 194     | 172     |
| Diferència         |      | −17,79% | −16,01% | −11,34% |

| Godina             | 2023 | 2024   |
| ------------------ | ---- | ------ |
| Nombre de persones | 179  | 172    |
| Diferència         |      | −3,91% |